# Ahmed Kantari
Ahmed Kantari (Blois, 28 juni 1985) is een Marokkaans-Frans voormalig voetballer die bij voorkeur als verdediger speelde. Hij sloot in 2019 als speler van Valenciennes FC zijn carrière af. Kantari speelde 16 interlands voor het Marokkaans voetbalelftal.

## Statistieken
| Seizoen | Club          | Land      | Competitie | Wedstrijden | Doelpunten |
| ------- | ------------- | --------- | ---------- | ----------- | ---------- |
| 2006/07 | RC Strasbourg | Frankrijk | Ligue 1    | 8           | 0          |
| 2007/08 | Stade Brest   | Frankrijk | Ligue 2    | 17          | 0          |
| 2008/09 | Stade Brest   | Frankrijk | Ligue 1    | 26          | 2          |
| 2009/10 | Stade Brest   | Frankrijk | Ligue 1    | 35          | 1          |
| 2010/11 | Stade Brest   | Frankrijk | Ligue 1    | 32          | 0          |
| 2011/12 | Stade Brest   | Frankrijk | Ligue 1    | 12          | 0          |
| 2012/13 | Stade Brest   | Frankrijk | Ligue 1    | 17          | 0          |